# Луций Корнелий Лентул (консул 327 года до н. э.)
Луций Корнелий Лентул (лат. Lucius Cornelius Lentulus) — консул Древнего Рима 327 года до н. э.
Луций Корнелий происходил из древнего патрицианского рода Корнелиев. Его отцом был Луций Корнелий Лентул, единственный сенатор, выступавший против подкупа галльского вождя Бренна, который в 387 до н. э. подступил к Риму.
В 327 году до н. э. Луций Корнелий стал консулом совместно с Квинтом Публилием Филоном. Пока Квинт Публилий воевал против греков, Луций Корнелий стоял с войском в Кампании, прикрывая Рим от возможного нападения самнитов.
Во время Кавдинской кампании 321 год до н. э. Луций Корнелий был легатом. Он был тем, кто посоветовал консулам принять условия врага и, таким образом, спасти римское войско, попавшее в окружение в Кавдинском ущелье. По одной из версий, которую приводил Тит Ливий, в следующем году Луций Корнелий, назначенный диктатором, разбил самнитов при Луцерии, таким образом, отомстив за позор под Кавдием. Но по другой версии поражение самнитам нанесли консулы. Тем не менее потомки Луция Корнелия, приписывавшие эту победу именно ему, впоследствии добавляли к своему имени агномен Кавдин.